# 名取車站

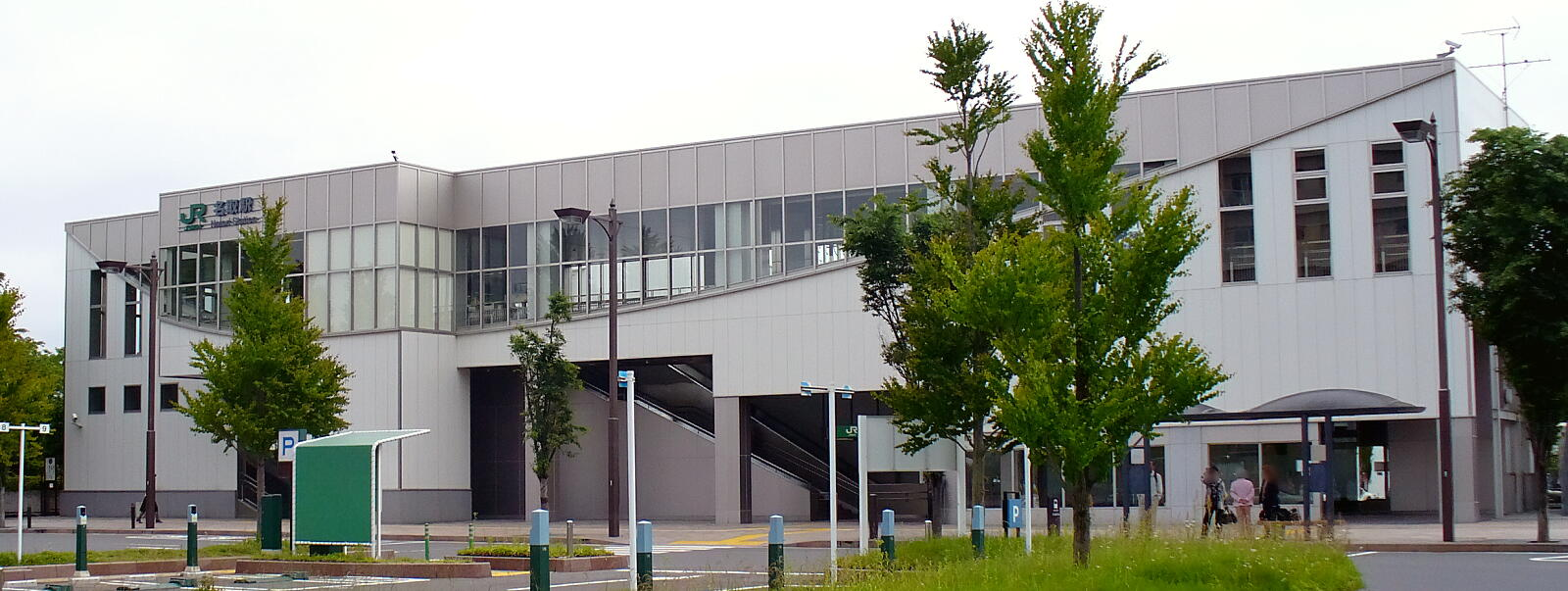
名取車站西口

名取車站（日语：／ Natori eki */?）是一由東日本旅客鐵道（JR東日本）、日本貨物鐵道（JR貨物）與仙台空港鐵道所共用的鐵路車站，位於日本宮城縣名取市增田二丁目5番地，是名取市的主車站。名取車站是JR東日本東北本線與仙台空港鐵道所屬的仙台機場線之交會車站也是後者的路線起點，但在實際運務上包括JR東日本常磐線上的列車，與仙台空港鐵道及JR東日本聯營的仙台機場Access線都會自名取這裡駛入東北本線，並以仙台作為路線終點。
除了客運服務外，JR貨物也在名取車站內設有貨櫃收發站，其貨櫃月台（貨櫃場）實際上是設在三寶樂啤酒（サッポロビール）仙台工廠的境內，作為該工廠出貨產品的裝卸用途。除此之外，名取貨運車站也有高速貨物列車的起訖，每日有一班固定班次往返於本站與宮城野車站之間。

## 車站結構
側式月台1面1線、島式月台1面2線，合計2面3線的地面車站。

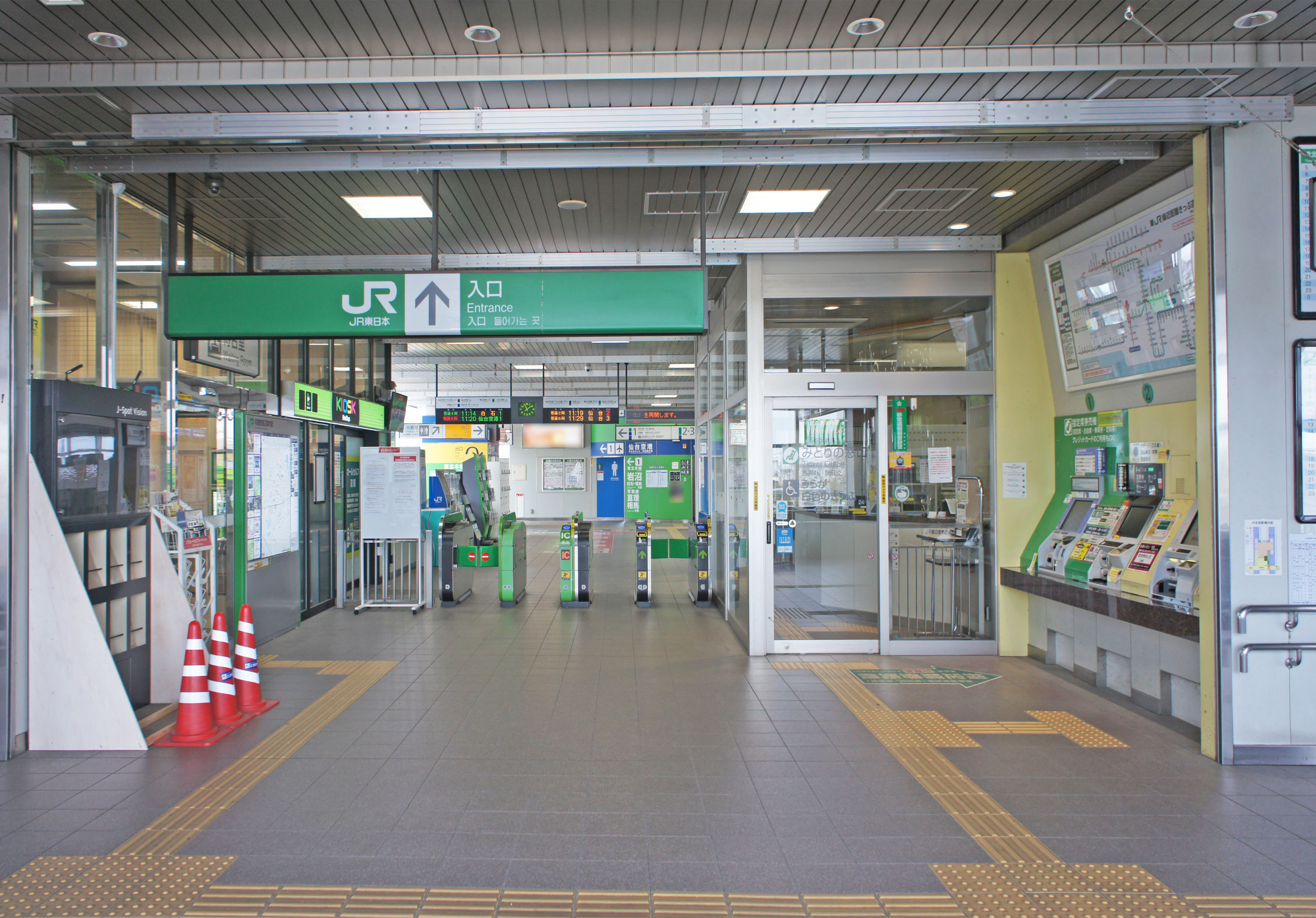
檢票口（2022年4月）
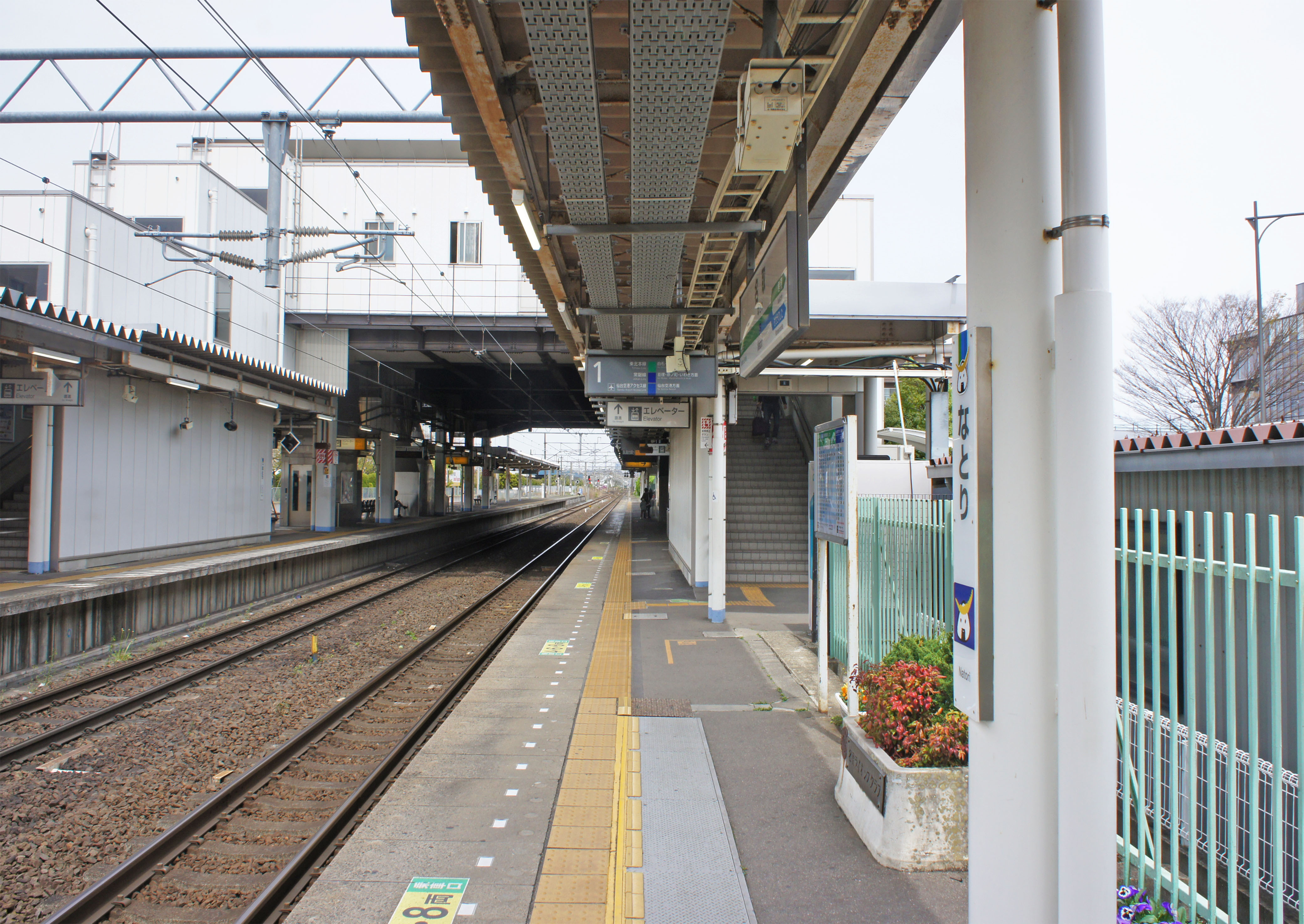
1號月台（2022年4月）
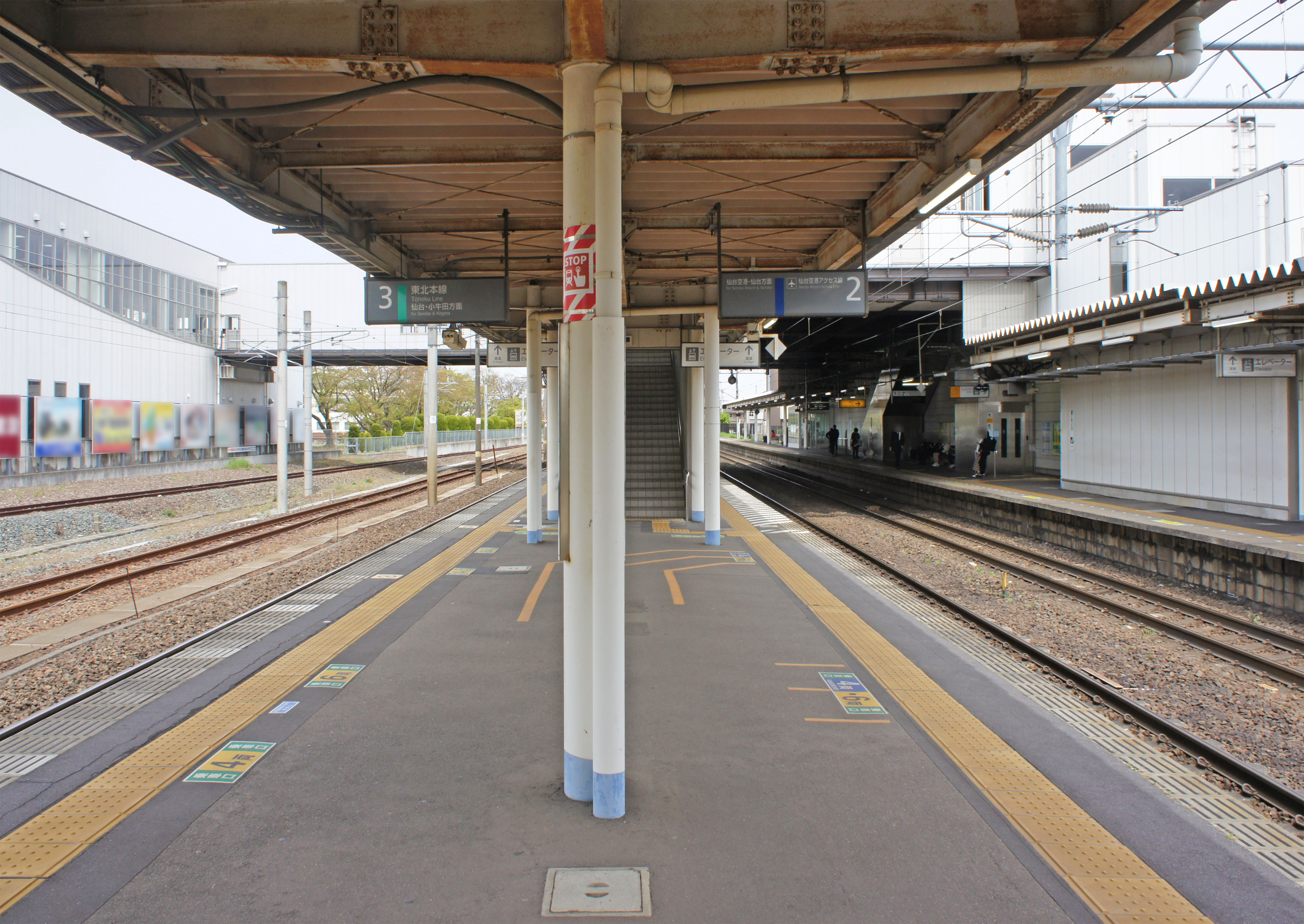
2・3號月台（2022年4月）

### 月台配置
| 月台 | 路線                      | 方向 | 目的地               |
| ---- | ------------------------- | ---- | -------------------- |
| 1    | ■東北本線                 | 上行 | 白石、福島方向       |
| 1    | ■常磐線                   | 上行 | 亘理、濱吉田方向     |
| 1    | 仙台機場Access線          | 上行 | 仙台機場方向         |
| 2    | 仙台機場Access線          | 上行 | 仙台機場方向         |
| 2    | 仙台機場Access線          | 下行 | 仙台方向             |
| 3    | ■東北本線 （包括■常磐線） | 下行 | 仙台、利府、鹽釜方向 |

## 相鄰車站
東日本旅客鐵道
■東北本線、■常磐線
□快速「仙台城市快速」
岩沼－名取－南仙台
■普通
館腰－名取－南仙台
仙台機場鐵路
 仙台機場線（■仙台機場Access線）
□快速
（仙台機場線）仙台機場－名取－（東北本線）仙台
■普通
（仙台機場線）杜關之下－名取－（東北本線）南仙台

## 外部連結
- （日語）名取車站（JR東日本） （页面存档备份，存于）